# 庵原涼香
庵原 涼香（いはら りょうか、2003年7月25日 - ）は、日本の女優である。
埼玉県出身。ヒラタオフィス所属。
同じ事務所に所属する、子役の庵原匠悟は、実弟。

## 略歴
2004年12月15日、『刑事吉永誠一 涙の事件簿2』でドラマデビュー。
2009年5月1日、『新宿インシデント』で映画デビュー。
2010年5月1日、スタジオマリオの2代目マリオガール・石井萌々果から引き継ぎ、3代目マリオガールに就任する。
2011年4月15日、『犬を飼うということ』で連続ドラマに初めてレギュラー出演する。
ホリプロ・インプルーブメント・アカデミーに所属していたが、2018年頃、ヒラタオフィスに移籍。

## 出演

### 映画
- 新宿インシデント（2009年5月1日、ショウゲート）江口彩子 役
- FLOWERS（2010年6月12日、東宝）官澤奏（幼少期） 役
- 君に届け（2010年9月25日、東宝）黒沼爽子（幼少期） 役
- 七瀬ふたたび プロローグ（2010年10月2日、IMJエンタテインメント/マジックアワー）火田七瀬（少女時代） 役[5]
- セイジ -陸の魚-（2012年2月18日、ギャガ/キノフィルムズ）りつ子 役

### ドラマ
- 女と愛とミステリー『刑事吉永誠一 涙の事件簿2』（2004年12月15日、テレビ東京）吉永菜摘 役
- 不信のとき〜ウーマン・ウォーズ〜（2006年7月6日 - 9月21日、フジテレビ）
- 役者魂 第1話（2006年10月17日、フジテレビ）
- 月曜ゴールデン『シリーズ激動の昭和 3月10日東京大空襲 語られなかった33枚の真実』（2008年3月10日、TBS）石川令子 役
- トリハダ4（2008年10月9日、フジテレビ）
- ハンチョウ〜神南署安積班〜 第6話（2009年5月18日、TBS）
- 夏の秘密（2009年6月1日 - 8月28日、東海テレビ）羽村紀保（幼少期） 役
- 逃亡弁護士 成田誠 第1話（2010年7月6日、関西テレビ）広瀬めぐみ 役
- 幻夜 第2話 - 4話・6話（2010年11月21日 - 12月12日・26日、WOWOW）
- デカワンコ 第1話（2011年1月15日、日本テレビ）花森一子（幼少期） 役
- さよならぼくたちのようちえん（2011年3月30日、日本テレビ）岸本優衣 役
- 犬を飼うということ〜スカイと我が家の180日〜（2011年4月15日 - 6月10日、テレビ朝日）畑山静香 役
- 全開ガール 第6話（2011年8月15日、フジテレビ）
- 美男ですね 最終話（2011年9月23日、TBS）
- ブラックボード〜時代と戦った教師たち〜 第3夜（2012年4月7日、TBS）滝沢桃子（幼少期） 役
- 世にも奇妙な物語 2012年 春の特別編 「7歳になったら」（2012年4月21日、フジテレビ）女の子1 役
- カエルの王女さま 第8話（2012年5月31日、フジテレビ）倉坂澪（幼少期） 役
- 尾根のかなたに〜父と息子の日航機墜落事故〜 前編（2012年10月7日、WOWOW）小倉唯 役
- 遅咲きのヒマワリ〜ボクの人生、リニューアル〜（2012年10月23日 - 12月25日、フジテレビ）島田芽衣 役
- 大奥〜誕生［有功・家光篇］ 第3話・最終話（2012年10月26日・12月14日、TBS）千恵（徳川家光幼少期） / 千代姫（徳川家綱少女期） 役
- ゆりちかへ ママからの伝言（2013年1月26日、名古屋テレビ）小山田柚莉亜（少女期） 役
- 金曜プレステージ『ねじれた絆 赤ちゃん取り違え事件 42年の真実』（2013年10月11日、フジテレビ）島袋初美（稲福真奈美） 役
- ハクション大魔王（2013年11月17日、フジテレビ）ユリ子 役
- よろず占い処 陰陽屋へようこそ 第7話（2013年11月19日、関西テレビ）坂上朋奈 役
- 戦力外捜査官（2014年1月11日 - 3月15日、日本テレビ）二ノ宮梨奈 役
- アリスの棘（2014年4月11日 - 6月13日、TBS）西門結衣 役
- 念力家族（2015年3月30日 - 9月14日、NHK Eテレ）念力奈々 役
  - 念力家族 season2（2016年4月4日 - 9月26日）念力奈々 役[6]
- 金曜ロードSHOW! 特別ドラマ企画『がっぱ先生!』（2016年9月23日、日本テレビ）
- 独占取材 北朝鮮拉致 前略めぐみちゃんへ〜横田夫妻、最後の戦い〜（2019年3月30日、フジテレビ）横田めぐみ 役
- 未満警察 ミッドナイトランナー 第6話・9話 - 10話（2020年8月1日・8月29日 - 9月5日、日本テレビ）中富姫花 役
- キワドい2人-K2-池袋署刑事課 神崎・黒木 第4話（2020年10月2日、TBS）
- 真犯人フラグ 第4話・第16話（2021年11月7日・2022年2月13日、日本テレビ）
- スナック キズツキ 第6話（2021年11月12日、テレビ東京）南（高校時代） 役
- 恋の病と野郎組 Season2 第2話・第7話（2022年2月1日・3月8日、日本テレビ）
- クールドジ男子 第7話（2023年5月27日、テレビ東京）
- ノッキンオン・ロックドドア 第4話（2023年8月19日、テレビ朝日）潮路岬のクラスメイト 役

### バラエティ
- しまじろう ヘソカ（2010年4月5日 - 2011年3月28日、テレビせとうち）

### CM
- アイシン精機（2009年）
- 雪印メグミルク、ナチュレ恵 megumi（2010年）
- TOSHIBA（2011年）
- 花王、メリット（2010年）メグミママの娘 役
- 四国電力（2019年 - ）
- 日本マクドナルド「夜の坂道」篇（2024年） - 谷口愛季（櫻坂46）と共演[7]

### 広告
- カメラのキタムラ スタジオマリオイメージキャラクター（2010年5月 - ）